# Le Train de 8 heures 47
Pour plus de détails, voir Fiche technique et Distribution.
Le Train de 8h47 est un film français réalisé par Henry Wulschleger, sorti en 1934, adaptation du roman éponyme de Georges Courteline publié en 1888.

## Résumé
À Commercy, au 22e régiment de chasseurs, le brigadier La Guillaumette et le cavalier de 2e classe Jean-Philippe Croquebol sont chargés par le capitaine Hurluret de ramener quatre chevaux qui ont été envoyés par erreur à Saint-Mihiel par la commission de remonte. Ayant omis de changer de train à Lérouville, les deux lascars arrivent à Bar-le-Duc, où ils se perdent dans la ville endormie, sous une pluie battante. À la suite d'une altercation avec le tenancier d'une maison close de cette ville, ils sont accusés de tentative d'assassinat par la presse, et l'affaire arrive jusqu'à l'hémicycle de l'Assemblée nationale, où l'opposition réclame la démission du gouvernement. Reconduits dans leur caserne par deux gendarmes, les deux compères sont placés aux arrêts, mais le capitaine Hurluret se montrera une fois de plus un supérieur indulgent. Et lorsqu'ils regagneront leur chambrée, ils se vanteront d'exploits imaginaires lors de leur mémorable virée à Bar-le-Duc.

## Fiche technique
- Réalisation : Henry Wulschleger
- Scénario : D'après le roman de Georges Courteline, et l'adaptation que Léo Marchès[1] en a faite au théâtre
- Adaptation : René Pujol
- Dialogues : Léo Marchès
- Images : René Guychart, Maurice Guillermin
- Musique : Vincent Scotto
- Compositeur : Géo Kogé, Henry Wulschleger
- Décors : Guy de Gastyne
- Son : Robert Teisseire
- Production : Compagnie Française Cinématographique - Lux Films
- Directeur de production : Alex Nalpas
- Durée : 80 min
- Format : Noir et blanc - 35 mm - 1,37:1 - Mono
- Genre : Comédie
- Date de sortie : France, 26 mai 1934
- Affiche : Roger Cartier (France)

## Distribution
- Fernandel : le cavalier Croquebol
- Bach : le brigadier La Guillaumette
- Fernand Charpin : le capitaine Hurluret
- Fernand Ledoux : l'adjudant Flick
- George Chepfer : l'officier alsacien
- Édouard Delmont : l'éteigneur de réverbères
- Pierre Coubert : un sergent
- Georges Prieur : le colonel
- Hennery : Mr Frédéric
- Paul Velsa : Joussiaume
- Géo Lecomte : le chef de gare
- Bazin : le major
- René Lacourt
- René Dary
- Albert Broquin
- François Caron
- Fernand Sardou